# Anomala vitticollis
Anomala vitticollis är en skalbaggsart som beskrevs av Lansberge 1886. Anomala vitticollis ingår i släktet Anomala och familjen Rutelidae. Utöver nominatformen finns också underarten A. v. phrixa.